# Reinhold von Derschau
Reinhold von Derschau (auch: Derschow, Dersczaw; * 1. April 1600 in Königsberg (Preußen); † 5. April 1667 ebenda) war ein deutscher Jurist.

## Leben
Derschau entstammte dem preußisch-kurländischem Adelsgeschlecht Derschau, das sich viele Jahre in Danzig als Ratsherrn im Patriziat der Stadt etabliert hatte. Sein Großvater Bernhard Derschau († 1590), der dort als Ratsherr fungiert hatte, zog nach Königsberg, wo er ebenfalls eine Ratsherrenstelle bekleidete. Aus dessen Ehe mit Anna, Tochter des Bernhard Fahrenheit stammen drei Söhne. Unter diesen war Reinhold von Derschaus Vater Bernhard von Derschau (* 25. Mai 1560; † 23. August 1631), der 1590 Ursela (* 18. Oktober 1561; † 4. Dezember 1645), Tochter des Henning Boye und Witwe des Rats Nikolaus Wegner, geheiratet hatte. Er wurde königlich preußischer Hofgerichtsrat und am 15. Dezember 1602 von Kaiser Rudolf II. in den Reichsadel- und Ritterstand erhoben.
Aus jener Ehe gingen sieben Kinder hervor, wovon fünf schon in jungen Jahren verstarben. Eines der beiden überlebenden Kinder war der hier angeführte Reinhold, das andere dessen Bruder, der spätere Theologe Bernhard von Derschau (* 17. Juli 1591; † 13. März 1639). Da die Familie über ausreichend finanzielle Mittel verfügte, dürften Reinhold und sein Bruder eine hervorragende Grundausbildung erhalten haben. Am 3. Juli 1615 wurde er an der Universität Königsberg immatrikuliert. Seine Hochschulausbildung setzte er 1620 an der Universität Jena fort. Nach einer Reise durch die Niederlande, England, Frankreich, Spanien und Italien promovierte er mit der Abhandlung Positiones Iuridicae Centum, Quas Sub Praesidio Divino … 1628 an der Universität Straßburg zum Doktor der Rechte.
In seine Heimat kehrte er über Ungarn und Polen reisend zurück. Dort ernannte man ihn 1639 zum ersten Professor der juristischen Fakultät an der Universität Königsberg. In dieser Eigenschaft beteiligte er sich auch an den organisatorischen Aufgaben der Hochschule und war in den Sommersemestern 1639 sowie 1643 Rektor der Alma Mater. Seine Professur legte er 1643 nieder, als er zum Hofgerichtsrat vom brandenburgischen Kurfürsten in Königsberg ernannt wurde. Er blieb der juristischen Fakultät jedoch noch als Senior erhalten. 1657 wurde er zudem Tribunalrat am Oberappellationsgericht. 1663 bestätigte der brandenburgische Kurfürst seinen Adelstitel und er war Erbherr der Güter Wenigkeim, Mamlack, Waldhausen etc.

## Familie
Derschau war zwei Mal verheiratet.
Seine erste Ehe schloss er am 24. Juni 1629 mit Sophia (* 2. März 1612; † 4. August 1653), Tochter des Dr. Albrecht vom Stein.
Seine zweite Ehe ging er am 5. September 1655 mit Agnes (* 31. November 1613; † 24. März 1678), Tochter des Kaufmanns in Kneiphof Bernhard Paschke und Witwe des kurfürstlichen Rates Leonhard Zwiebeltreter, ein.
Von den Kindern kennt man:
- Sophia von Derschau (~ 18. August 1630; † 8. März 1670) verh. 19. Oktober 1649 mit dem kurfürstlichen Advokat Dr. Christoph Heilsberger (~ 8. September 1616; † 12. November 1652)
- Reinhold von Derschau (* 24. September 1632 in Königsberg; † 10. April (nach anderen 5. April) 1671 ebenda)[1], Dozent in Wittenberg, Erzpriester in Rastenburg
- Bernhard von Derschau (* 16. November 1634 in Königsberg; † 9. Mai 1676 in Königsberg)[2], Kurfürstlich-Brandenburgischer Hofgerichtsrat
- Albrecht von Derschau (* 24. November 1636 in Königsberg; † 24. August 1708 in Waldhausen, Samland)[3]
- Ursela Barbara von Derschau (* 10. Mai 1639 in Königsberg; † 26. Juli 1640 in Königsberg)
- Anna Maria von Derschau (* 2. Juli 1641 in Königsberg; † 18. April 1666 in Königsberg) verh. 17. April 1662 mit dem Professor der Medizin Georg Loth der Jüngere
- Friedrich (* 1. März 1644 in Königsberg; † 10. April 1713 in Königsberg)[4], Bürgermeister der Altstadt Königsberg, Hof- und Tribunalrat
- Regina (* 11. Januar 1647; † 22. April 1672) unverheiratet
- Elisabeth (~ 7. August 1649 in Königsberg; † 11. Februar 1712 in Königsberg) verh. 18. August 1671 mit dem kurfürstlichen Rat auf Sollnicken und Preuß. Ober-Münz-Inspektor Kaspar Geelhaar († 10. Oktober 1678)
- Agnes (~ 23. Oktober 1650 in Königsberg; jung verstorben)
- Christian Wilhelm von Derschau (* 7. März 1652 in Königsberg; † 1725)[5], Königlich-Preußischer Tribunalrat, Münzinspektor, Präsident des pomesanischen Konsistoriums in Saalfeld 1684–1721

## Werke
- Sciagraphia iuris feudalis. Königsberg 1640
- Hodosophia viatoris Christiani. Das ist: Die Christliche Wanderschaft Des Christlichen Wandersmanns auff dem Wege des Lebens. Frankfurt am Main 1675, 1684
- De legitima
- De testibus
- De publicis judiciis
- De judice et ejus officio
- De appellationibus
- De usucaptione et praescriptione
- De patria potestate
- De finibus regundis et termino moto
- De jurisdictione.
- Viatorem Christianum
- Disp. de muruo etc

## Weblink
- Druckschriften von und über Reinhold von Derschau im VD 17.